# Xã Connersville, Quận Fayette, Indiana
Xã Connersville (tiếng Anh: Connersville Township) là một xã thuộc quận Fayette, tiểu bang Indiana, Hoa Kỳ. Năm 2010, dân số của xã này là 12.282 người.